# Marita Körner
Marita Körner (* 1957) ist eine deutsche Juristin und Hochschullehrerin.

## Leben
Nach der Promotion 1991 an der Universität Frankfurt am Main zum Dr. iur. und der Habilitation 1998 in Frankfurt am Main lehrte sie von 2005 bis 2007 als Professorin für Wirtschaftsrecht, insbesondere Arbeits- und Sozialrecht an der Hochschule für Wirtschaft und Recht Berlin, von 2007 bis März 2013 als Professorin für Wirtschaftsrecht an der Universität der Bundeswehr München, Fakultät für Betriebswirtschaft und seit 2013 als Professorin für Deutsches und Europäisches Arbeits- und Sozialrecht und Rechtsvergleichung an der Fakultät Wirtschafts- und Sozialwissenschaften der Universität Hamburg.

## Schriften (Auswahl)
- Arbeit unter dem Apartheid-Regime. Praktische Probleme und rechtliche Rahmenbedingungen der Arbeitsbeziehungen in Südafrika. Köln 1988, ISBN 3-7663-3145-0.
- Bedeutung und faktische Wirkung von ILO-Standards. Dargestellt am Beispiel Südafrika. Baden-Baden 1991, ISBN 3-7890-2454-6.
- Formen der Arbeitnehmermitwirkung. Das französische Comité d'entreprise. Eine Länderstudie. Baden-Baden 1991, ISBN 978-3-7890-5925-4.
- Staatlich subventionierte private Altersversorgung und Gleichbehandlungsgrundsatz. Riester-Rente und Eichel-Förderung. Düsseldorf 2004, ISBN 3-935145-94-2.